# Кудешкина, Ольга Борисовна
Ольга Борисовна Кудешкина (род. 1951 год, Москва, РСФСР, СССР) — кандидат юридических наук, бывшая судья первого квалификационного класса Московского городского суда. Была лишена статуса судьи за критику председателя суда.

## Биография
В 1976 году окончила юридический факультет Кемеровского государственного университета и по распределению была направлена в Ленинский районный суд города Кемерово, где после стажировки стала народным судьей. В 1990-х годах была судьей Кемеровского областного суда. Когда ее мужа, который работал в органах государственной безопасности, пригласили на работу в Москву, она также перебралась в Москву, и 6 ноября 2000 года её назначили судьей Московского городского суда.
В мае 2003 года приступила к повторному рассмотрению уголовного дела в отношении старшего следователя по особо важным делам Следственного комитета МВД России Павла Зайцева, который занимался делом «Трёх китов» (ранее Зайцев был оправдан). По словам Кудешкиной, в ходе процесса по делу Зайцева председатель Мосгорсуда Ольга Егорова несколько раз вызывала её к себе в кабинет с требованием отчитываться о заседаниях.
Затем, в июле 2003 года без объяснения причин по личному указанию Егоровой дело было изъято из производства Кудешкиной.
В октябре 2003 года Кудешкина выдвинула свою кандидатуру на выборах в Государственную Думу РФ. 1 декабря она дала интервью радиостанции «Эхо Москвы» о деле Зайцева и действиях Ольги Егоровой, а затем — газете «Известия» и «Новой газете».
В мае 2004 года квалификационная коллегия Москвы по жалобе Егоровой приняла решение о лишении Кудешкиной статуса судьи.
 Формулировка такая: «Кудешкина, стремясь стать популярной, распространила заведомо ложные, надуманные, оскорбительные измышления в адрес судей и судебной системы нашей страны, умалив тем самым авторитет судебной власти и подорвав престиж судебной профессии»
Российские суды отказали в жалобе Кудешкиной на это решение.

## Обращение в ЕСПЧ
Кудешкина обратилась с жалобой в Европейский суд по правам человека (ЕСПЧ). 26 февраля 2009 года ЕСПЧ четырьмя голосами против трёх признал, что Российская Федерация нарушила статью 10 Конвенции, а именно право на свободу выражения Кудешкиной. Ей была присуждена компенсация в размере 10 000 евро.
Несмотря на решение ЕСПЧ, Мосгорсуд 18 декабря 2009 года отказал в пересмотре решений по жалобе Кудешкиной на решение о лишении статуса судьи, а 10 марта 2010 года Верховный суд РФ оставил это решение без изменения. Вскоре Кудешкина подала новую жалобу в ЕСПЧ.

## Личная жизнь
Ольга Кудешкина замужем. Имеет двоих детей и троих внуков.